# 12680 Bogdanovich
12680 Bogdanovich (1981 JR2) là một tiểu hành tinh vành đai chính được phát hiện ngày 6 tháng 5 năm 1981 bởi C. S. Shoemaker ở Đài thiên văn Palomar.